# Ewa Biała
Ewa Biała (ur. 29 czerwca 1956 w Bydgoszczy) – polska aktorka.

## Życiorys
Absolwentka Wydziału Aktorskiego PWSFTviT w Łodzi (1981, dyplom 1984).

## Spektakle teatralne (wybór)
Słupski Teatr Dramatyczny
- 1981: Sejm kobiet jako I Kobieta (reż. Jowita Pieńkiewicz)
- 1982: Alicja w Krainie Czarów jako królowa, Drogowskaz (reż. Paweł Nowicki)
- 1982: Wizerunek śmierci jako Diabeł Krzaczek (reż. Roman Kordziński)
- 1982: Noc tysięczna druga jako Julia (reż. Marek Chełminiak)
- 1982: Don Juan (reż. P. Nowicki)
- 1983: Baba-Dziwo (reż. P. Nowicki)
- 1983: Baba-Dziwo jako baronowa Lelika (reż. J. Pieńkiewicz)
- 1983: Mały Książę jako Róża (reż. Andrzej Mellin)
- 1983: Kordian jako Archanioł (reż. Zbigniew Mich)
- 1983: Zaklinanie (reż. J. Pieńkiewicz)
- 1983: Uśmiech wilka jako tancerka (reż. Paweł Dangel)

Teatr Studyjny`83 im. Juliana Tuwima, Łódź
- 1984: Kordian  jako Archanioł (reż. Zbigniew Mich)
- 1984: Publiczność jako Koń Biały I (reż. P. Nowicki)
- 1984: Sztuka bez tytułu jako żona widza II (reż. P. Nowicki)
- 1984: Szachy jako hrabina (reż. P. Nowicki)
- 1985: Kalafar (reż. Z. Mich)
- 1985: Przypisy do „Biesów” jako Julia Lembke (reż. P. Nowicki)
- 1986: Zadig jako kobieta I (reż. Wojciech Maryański)
- 1986: Krótko na styku jako Duńka (reż. P. Nowicki)
- 1986: Pasztet z królika jako Cecylka (reż. Filip Zylber)
- 1986: Idiota jako Aleksandra Iwanowna Jepanczyn (reż. Krzysztof Rościszewski)
- 1987: Syreny z Tytana (reż. Jarosław Dunaj)
- 1987: Żarty sceniczne jako Helena Popowa (reż. Waldemar Wilhelm)
- 1987: Tragedia jako kobieta bez męża (reż. P. Nowicki)
- 1988: Przygody Alicji w krainie czarów jako królowa-Drogowskaz (reż. P. Nowicki)
- 1988: Tańce w stylu epoki Cilka (reż. G.Z. Bodolay)
- 1988: Draculla jako Mira (reż. Marek Mokrowiecki)
- 1988: Sezon w piekle jako Matylda (reż. F. Zylber)
- 1989: Pokój dziecinny jako Balbina (reż. Piotr Nowicki)
- 1989: Tyle wolności - monodram (reż. Jacek Rakowiecki)

## Filmografia

### Filmy
- 1982: Karczma na bagnach
- 1982: Vabank II, czyli riposta jako siostra miłosierdzia opiekująca się Duńczykiem w szpitalu
- 1985: Sceny dziecięce z życia prowincji jako uczestniczka prywatki
- 1986: Cudowne dziecko jako pielęgniarka
- 1986: Prywatne śledztwo
- 1987: Trójkąt bermudzki
- 1988: Niezwykła podróż Baltazara Kobera jako dziewczyna Garganelli
- 2005: Komornik jako żona Romańskiego
- 2007: Wina jako matka Łukasza

### Seriale
- Najdłuższa wojna nowoczesnej Europy jako dziewczyna na loterii
- 1985: Przyłbice i kaptury
- Adam i Ewa jako Anna Zdebska, pielęgniarka opiekująca się sparaliżowanym Kazimierzem
- Samo życie jako asystentka profesora Kosińskiego, psychoterapeuty
- 2004: Czwarta władza jako dziennikarka „Zbliżeń”
- 2012: Hotel 52 jako matka Soni